# Viktoria Kleingladbach
Viktoria Kleingladbach (offiziell: Sportverein Viktoria 1930 Kleingladbach e.V.) ist ein Sportverein aus dem Hückelhovener Stadtteil Kleingladbach im Kreis Heinsberg. Die erste Fußballmannschaft nahm einmal am DFB-Pokal teil.

## Geschichte
Der Verein wurde im Jahre 1930 gegründet und spielte zunächst jahrzehntelang auf lokaler Ebene. Im Jahre 1974 stieg die Mannschaft in die seinerzeit viertklassige Landesliga auf, wo die Viktoria zumeist gegen den Abstieg spielte. Im Jahre 1978 qualifizierten sich die Kleingladbacher nach Siegen über den SV Schlebusch, den Siegburger SV 04 und den VfL Gummersbach für den DFB-Pokal. In der ersten Runde musste die Mannschaft beim damaligen Bayernligisten ESV Ingolstadt-Ringsee antreten. 
Da die Viktoria in jener Saison der klassenniedrigste Teilnehmer war drehte der Sportredakteur Eberhard Figgemeier ein Vereinsportrait für die ZDF-Sendung das aktuelle Sportstudio. Das Spiel endete mit einem 4:0-Sieg für die Ingolstädter. Nach dem Abstieg aus der Landesliga folgte eine sportliche Talfahrt, die den Verein in die Kreisliga B führte.